# Someday (film 2011)
Someday (大鹿村騒動記 Ōshika-mura sōdōki) è un film del 2011 diretto da Junji Sakamoto.
La pellicola ha vinto il Premio come Miglior film allo Yokohama Film Festival.

## Trama
A Ōshika, un villaggio sperduto tra le montagne di Nagano, in Giappone, Zen conduce un ristorante di carne di cervo e vive da solo da diciotto anni, dopo che la moglie, Takako, lo ha lasciato per un suo vecchio amico di infanzia, Osamu.
Ogni anno a Ōshika si tiene uno spettacolo kabuki, una rappresentazione teatrale classica giapponese, e Zen interpreta la maschera principale. A pochi giorni dalla rappresentazione, improvvisamente fanno ritorno al villaggio Osamu e Tanaka, quest'ultima malata di Alzheimer. Mano a mano che si avvicina lo spettacolo, Zen si accorge che in realtà Takako ricorda benissimo dello spettacolo a cui diciotto anni prima prese parte anche lei.

## Riconoscimenti
- 2012
  - Yokohama Film Festival
    - Miglior film
    - Premio speciale "Miglior Attore dello Yokohama Festival" a Yoshido Harada